# Ely (stacja kolejowa)
Ely – stacja kolejowa w Ely, w hrabstwie Cambridgeshire, w Anglii (Wielka Brytania). Stacja znajduje się na linii kolejowej Fen Line z Cambridge do King’s Lynn, która jest zelektryfikowana prądem o napięciu 25 kV AC. Jest to bardzo ruchliwa stacja z wieloma połączeniami kolejowymi. Stacja została zmodernizowana na początku lat 90 XX w., w momencie elektryfikacji linii. Obsługuje ok. 1 634 548 pasażerów rocznie (dane za rok 2021/2022).
Trzy inne niezelektryfikowane linie przechodzące przez Ely: 
- Breckland Line z Thetford i Norwich odbiega od Fen Line na północ od Ely;
- linia do March i Peterborough również odbiega na północ;
- linia z Ipswich odbiega na południe od stacji Ely.

Stacja Ely zdobyła pierwszą nagrodę stacji roku 1987 (średnich kategorii).